# ادیث چپمن
ادیث چپمن (انگلیسی: Edythe Chapman؛ ۸ اکتبر ۱۸۶۳ – ۱۵ اکتبر ۱۹۴۸) بازیگر سینما و تئاتر اهل ایالات متحده آمریکا بود.

## گزیدهٔ فیلم‌شناسی
- زیبایی آمریکایی (۱۹۲۷)
- شاهِ شاهان (۱۹۲۷)
- نقطه فروپاشی (۱۹۲۴)
- هالیوود (۱۹۲۳)
- شنبه‌شب (۱۹۲۲)
- ریشلیو (۱۹۱۴)